# Adieu bazou
 (juin 2023).
Adieu bazou (Retire Your Ride en anglais) est un programme canadien destiné à faciliter l'acquisition d'une nouvelle automobile, une sorte de « prime à la casse ». Il a été mis en place pour faciliter la destruction des automobiles fabriquées en 1995 ou avant. Il offre différents incitatifs, tels que 300 CAD ou un laissez-passer de transport en commun. Le programme vise à retirer au moins 50 000 automobiles par année jusqu'au 31 mars 2011.

## Histoire
Le programme a été lancé par le gouvernement du Canada, la Clean Air Foundation et d'autres partenaires dans le but d'inciter les gens à se départir de véhicules polluants. Les véhicules ainsi échangés sont détruits de façon écologique. 